# 周云娟
周云娟（1952年12月28日—），浙江杭州人，越剧女演员，擅长旦角，一级演员。其母马飞娥亦为越剧演员。1968年，进入浙江越剧团。周云娟师承王派、傅派，音域较宽，音质甜美。代表作品有越剧《盘夫索夫》(饰演严兰贞)、《陈三两》(饰演陈三两)、《天之骄女》(饰演高阳公主)。1993年，获第十届中国戏剧梅花奖。1995年，在越剧电视剧《血溅清风石》饰演主角凌君，该剧获飞天奖。